# キナバル山
キナバル山（キナバルさん、マレー語: Gunung Kinabalu, 英: Mt.Kinabalu）は、ボルネオ島北部、マレーシア領のサバ州にある山である。標高 4,095.2mはボルネオ島とマレーシアの最高峰であり、ニューギニア島（オセアニアのメラネシアに属する）西部を除く東南アジアの最高峰である。

## 概要
キナバルとは、マレー語でキナは中国、バルは未亡人の意味。キナバル山付近には、中国の王子とその未亡人の伝説も残っている。広東の漁師兄弟が台風で遭難、当地に漂着し、現地妻を娶った後、兄がホームシックで北上航海に出たが その後音信が途絶え、現地に残された妻がこの山にのぼってマレーへ帰る船影をさがしたという伝説も伝わる。カダザン語のアキ・ナバル（先祖の霊が宿る山）がなまってキナバルになったという説もある。
1851年、プラントハンターのヒュー・ローが初めて頂上台地に到達した。ヒュー・ローは76種の新種の植物を採取した。世界でも有数の生物多様性に富み、6000種以上の植物と100種以上の哺乳類が確認されている。1888年には探検家のジョン・ホワイトヘッドが初登頂した。山頂には、花崗岩による独特の岩場が広がっている。また山の麓は、熱帯雨林特有のジャングルとなっている。熱帯雨林から高山帯までの特異な動植物が数多く存在している。山麓のジャングルでは、世界最大の花とも言われるラフレシア、食虫植物として有名なウツボカズラが原生している。
山域は、キナバル自然公園として、ユネスコの世界遺産（自然遺産）とユネスコ世界ジオパークに登録されている。
キナバル山のあるサバ州の旗には、キナバル山が描かれている。
1942年1月から4月までと1944年から1945年までは当時の新高山（台湾の玉山）を超えて日本最高峰であったとも言えるが、日本名が付けられることはなかった。

## 地質
キナバル山は、約1千万年前にマグマ貫入により造られた。山塊の中心部はゆっくりと冷えてできた花崗閃緑岩で、地下深部から超塩基性岩や堆積岩を貫いて上昇し、上昇に伴い山体が大きく変形した。中腹に蛇紋岩が存在する。1万年前までの氷期には山頂付近に氷河が存在し、花崗閃緑岩を削り滑らかな岩肌にしたと考えられる。山は現在でも1年に5㎜隆起している。

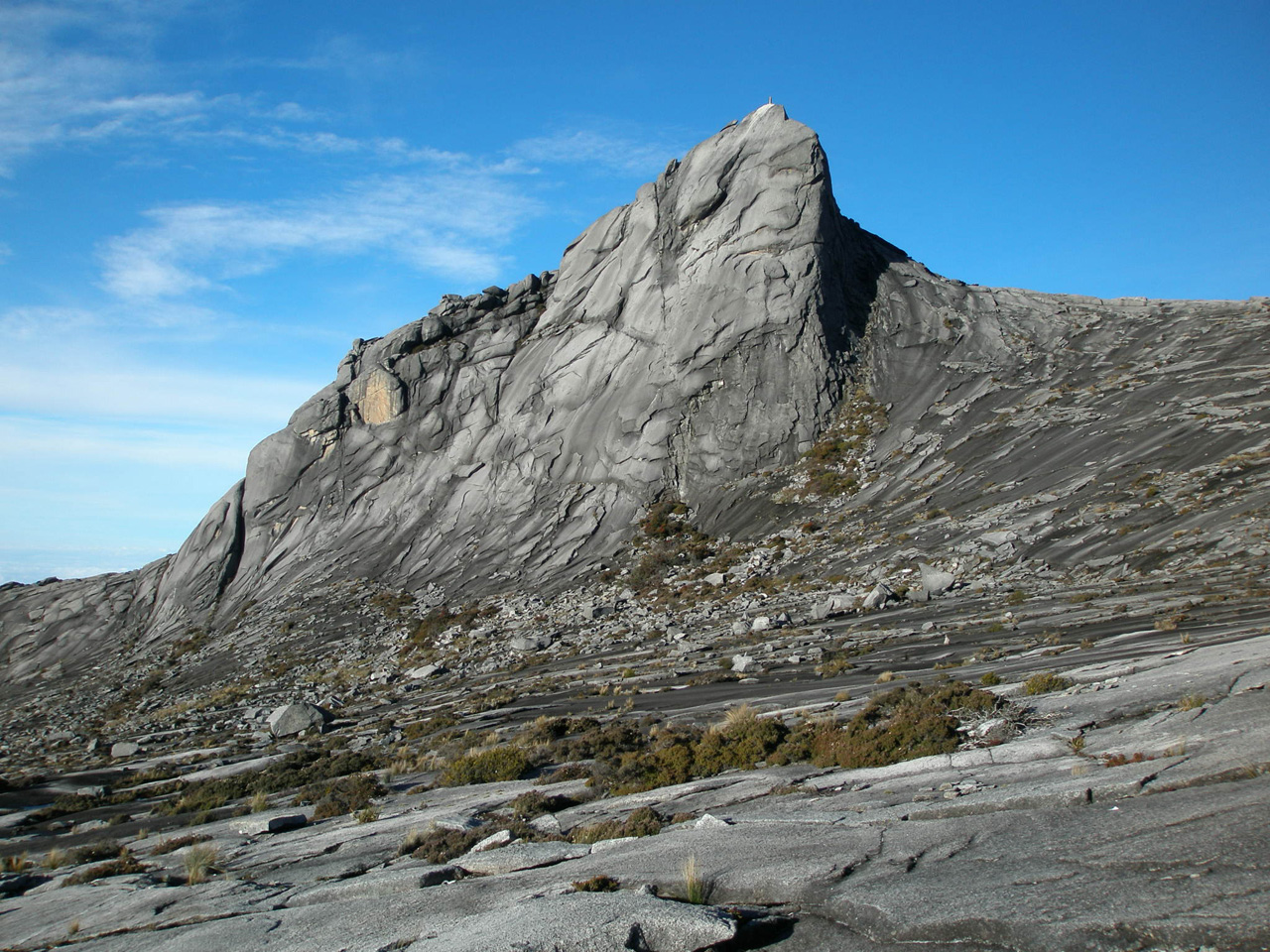
頂上

## 登山
コタ・キナバル発で、3,300m付近の山小屋に1泊。翌日早朝に登頂してご来光を拝み、その日の内に下山する1泊2日の登山ツアーが一般的である。登山に当たり高度は高いが技術的に難しい所は無い。2004年現在、入山届提出、入山料の支払いおよびガイドの随行が義務化されている。また、下山時に公園事務所で登頂認定書を有料で発行してもらうことができる。

## 交通
コタキナバルの北部郊外にあるイナナンバスターミナル（北部バスターミナル）よりサンダカン行きのバスに乗り、約2時間程でキナバル公園の管理事務所付近に到着する。